# Louis-Marin Henriquez
Pour les articles homonymes, voir Henriquez.
Louis-Marin Henriquez, né en 1762 à Paris et mort le 18 mars 1808 au Mans, est un auteur dramatique et écrivain français.

## Biographie
Professeur de belles-lettres au Collège de Blois, on lui doit des articles polémiques parus dans le Mercure de France et les Épitres et évangiles du républicain, son ouvrage le plus célèbre.
Ses pièces ont été représentées sur les plus grandes scènes parisiennes tels que le théâtre de l'Odéon,

## Œuvres
- Je m'en fouts : liberté, libertas, foutre!, 1790
- Le Pape traité comme il le mérite, ou Réponse à la bulle de Pie V, 1791
- Le Diable à confesse, 1791
- Les Aventures de Jérôme Lecocq, ou les vices du despotisme et les avantages de la liberté, 1793
- Histoires et morales choisies, pour chaque mois de l'année républicaine, ouvrage destiné à l'instruction de la jeunesse, 1794
- Morale républicaine en conseils et en exemples, pour toutes les décades de l'année, à l'usage des jeunes sans-culottes, 1794
- Pensées républicaines pour chaque jour du mois, 1794
- Principes de civilité républicaine, dédiés à l'enfance et à la jeunesse, 1795
- Le Chaudronnier de Saint-Flour, comédie en un acte, avec Armand Gouffé, 1798
- Voyage et aventures de Frondeabus, fils d'Herschell, dans la cinquième partie du monde, ouvrage traduit de la langue herschellique, 1798
- Épîtres et évangiles du républicain pour toutes les décades de l'année, à l'usage des jeunes sans-culottes, 1798
- Les Grâces à confesse, poème en quatre chants, 1804
- La Dépanthéonisation de J.-P. Marat, patron des hommes de sang et des terroristes (20 pluviôse), fondée sur ses crimes et sur les forfaits des jacobins, non daté